# شهرستان مونایلی
شهرستان مونایلی (به قزاقی: Мұнайлы ауданы، مۇنايلى اۋدانى) یک شهرستان در قزاقستان است که در استان مین‌قشلاق واقع شده‌است. شهرستان مونایلی ۱۵۳٬۸۳۸ نفر جمعیت دارد.

## وجه تسمیه
نام شهرستان «مونایلی» واژه‌ای مرکب از «مونای‌» (به قزاقی: Мұнай، مۇناي) به معنای نفت در زبان قزاقی، و پسوند «ـلی» به معنای دارا بودن می‌باشد. پس «مونایلی» در فارسی به معنی منطقه‌ای دارای نفت است.